# Haageocereus
Haageocereus ist eine Pflanzengattung aus der Familie der Kakteengewächse (Cactaceae). Der botanische Name der Gattung ehrt den deutschen Gärtner, Botaniker und Sachbuchautor Walther Haage.

## Beschreibung
Die  Arten der Gattung Haageocereus wachsen strauchartig bis baumähnlich, mit ausgestreckten und kriechenden, der Länge nach hinstreckten, aufsteigenden oder aufrechten Trieben. Die Triebe bestehen aus gewöhnlich vielen Rippen, mit dicht beieinander stehenden Areolen, aus denen reichlich Dornen entspringen. Areolen, aus denen Blüten entstehen, haben oft zusätzliche Borsten.
Die röhren- bis glockenförmigen Blüten sind weiß bis rosa oder rot, öffnen sich in der Nacht und bleiben bis zum nächsten Tag geöffnet. Die Blütenröhre ist kräftig und fleischig. Der Blütenbecher und die Blütenröhre sind mit zahlreichen Schuppen und wenigen bis vielen Haaren besetzt. Die Staubblätter stehen in einem einzigen Kreis.
Die fleischigen, kugelförmigen Früchte sind grün bis rot und mit wenigen Schuppen sowie Haaren besetzt. Der Blütenrest ist ausdauernd. Die eiförmigen Samen sind glänzend schwarz und unregelmäßig grubig.

## Systematik und Verbreitung
Die Arten der Gattung Haageocereus sind in niedrigen Höhenlagen in West-Peru und Nord-Chile verbreitet.
Die Erstbeschreibung der Gattung wurde 1934 von Curt Backeberg vorgenommen. Die Typusart der Gattung ist Haageocereus pseudomelanostele.

### Systematik nach N.Korotkova et al. (2021)
Die Gattung umfasst folgenden Arten:
- Haageocereus acranthus (Vaupel) Backeb.
  - Haageocereus acranthus subsp. acranthus
  - Haageocereus acranthus subsp. backebergii N.Calderón
  - Haageocereus acranthus subsp. zonatus (Rauh & Backeb.) Ostolaza
- Haageocereus albispinus (Akers) Rauh & Backeb.
- Haageocereus chilensis F.Ritter ex D.R.Hunt
- Haageocereus ×comosus Rauh & Backeb.
- Haageocereus decumbens (Vaupel) Backeb.
- Haageocereus fulvus F.Ritter
- Haageocereus kagenekii (C.C.Gmel.) Mottram
- Haageocereus pseudomelanostele (Werderm. & Backeb.) Backeb.
  - Haageocereus pseudomelanostele subsp. aureispinus (Rauh & Backeb.) Ostolaza
  - Haageocereus pseudomelanostele subsp. carminiflorus (Rauh & Backeb.) Ostolaza
  - Haageocereus pseudomelanostele subsp. chryseus D.R.Hunt
  - Haageocereus pseudomelanostele subsp. pseudomelanostele
  - Haageocereus pseudomelanostele subsp. turbidus (Rauh & Backeb.) Ostolaza
- Haageocereus lanugispinus F.Ritter
- Haageocereus limensis (Salm-Dyck) F.Ritter
- Haageocereus platinospinus (Werderm. & Backeb.) Backeb.
- Haageocereus repens Rauh & Backeb.
- Haageocereus seticeps Rauh & Backeb.
- Haageocereus tenuis F.Ritter
- Haageocereus versicolor (Werderm. & Backeb.) Backeb.
  - Haageocereus versicolor subsp. versicolor
  - Haageocereus versicolor subsp. pseudoversicolor (Rauh & Backeb.) N.Calderón

Synonyme der Gattung sind Haageocactus Backeb. (1931, nom. inval.), Loxanthocereus Backeb. (1937), Peruvocereus Akers (1947) und Floresia Krainz & F.Ritter ex Backeb. (1959, nom. inval.).

### Systematik nach E.F.Anderson/Eggli (2005)
Zur Gattung gehören die folgenden Arten:
- Haageocereus acranthus (K.Schum. ex Vaupel) Backeb.
  - Haageocereus acranthus subsp. acranthus
  - Haageocereus acranthus subsp. olowinskianus (Backeb.) Ostolaza
- Haageocereus albispinus (Akers) Backeb.
- Haageocereus australis Backeb. = Haageocereus decumbens (Vaupel) Backeb.
- Haageocereus chalaensis F.Ritter = Haageocereus decumbens (Vaupel) Backeb.
- Haageocereus decumbens (Vaupel) Backeb.
- Haageocereus fascicularis (Meyen) F.Ritter = Haageocereus chilensis F.Ritter ex D.R.Hunt
- Haageocereus icensis Backeb. ex F.Ritter = Haageocereus acranthus subsp. acranthus
- Haageocereus icosagonoides Rauh & Backeb. = Haageocereus versicolor subsp. pseudoversicolor (Rauh & Backeb.) N.Calderón
- Haageocereus lanugispinus F.Ritter
- Haageocereus pacalaensis Backeb. = Haageocereus kagenekii (C.C.Gmel.) Mottram
- Haageocereus platinospinus (Werderm. & Backeb.) Backeb.
- Haageocereus pluriflorus Rauh & Backeb. = Haageocereus platinospinus (Werderm. & Backeb.) Backeb.
- Haageocereus pseudomelanostele (Werderm. & Backeb.) Backeb.
  - Haageocereus pseudomelanostele subsp. pseudomelanostele
  - Haageocereus pseudomelanostele subsp. aureispinus (Rauh & Backeb.) Ostolaza
  - Haageocereus pseudomelanostele subsp. carminiflorus (Rauh & Backeb.) Ostolaza
  - Haageocereus pseudomelanostele subsp. chryseus D.R.Hunt
  - Haageocereus pseudomelanostele subsp. turbidus (Rauh & Backeb.) Ostolaza
- Haageocereus pseudoversicolor Rauh & Backeb. ≡ Haageocereus versicolor subsp. pseudoversicolor (Rauh & Backeb.) N.Calderón
- Haageocereus subtilispinus F.Ritter = Haageocereus decumbens (Vaupel) Backeb.
- Haageocereus tenuis F.Ritter
- Haageocereus versicolor (Werderm. & Backeb.) Backeb.
- Haageocereus vulpes F.Ritter = Haageocereus kagenekii (C.C.Gmel.) Mottram
- Haageocereus zangalensis F.Ritter = Haageocereus versicolor subsp. pseudoversicolor (Rauh & Backeb.) N.Calderón

Ein Synonym der Gattung ist Peruvocereus Akers (1947).

## Nachweise

## Weiterführende Literatur
- Natalia Calderón Moya-Méndez, Aldo Ceroni Stuva, Carlos Ostolaza Nano: Distribución y estado de conservación del género Haageocereus (Familia Cactaceae) en el departamento de Lima. Perú. In: Ecología Aplicada. Band 3, Nummer 1/2, Lima 2004, S. 17–22 (online).
- Natalia Calderón, Daniela Zappi, Nigel Taylor, Aldo Ceroni: Taxonomy and conservation of Haageocereus Backeb. (Cactaceae) in Peru. In: Bradleya. Band 25, 2007, S. 45–124 (doi:10.25223/brad.n25.2007.a8).